# Flipper (1963)
Flipper is een Amerikaanse film uit 1963 onder regie van James B. Clark. De film diende als inspiratie voor de televisieserie met dezelfde titel en meerdere vervolgfilms.

## Rolverdeling
| Acteur            | Personage          |
| ----------------- | ------------------ |
| Chuck Connors     | Porter Ricks       |
| Luke Halpin       | Sandy Ricks        |
| Kathleen Maguire  | Martha Ricks       |
| Connie Scott      | Kim Parker         |
| Jane Rose         | Hettie White       |
| Joe Higgins       | meneer L.C. Parett |
| Robertson White   | meneer Abrams      |
| George Applewhite | sheriff Rogers     |